# 德魯日比夫卡 (伊瓦尼夫卡區)
46°47′25″N 34°44′28″E / 46.79028°N 34.74111°E

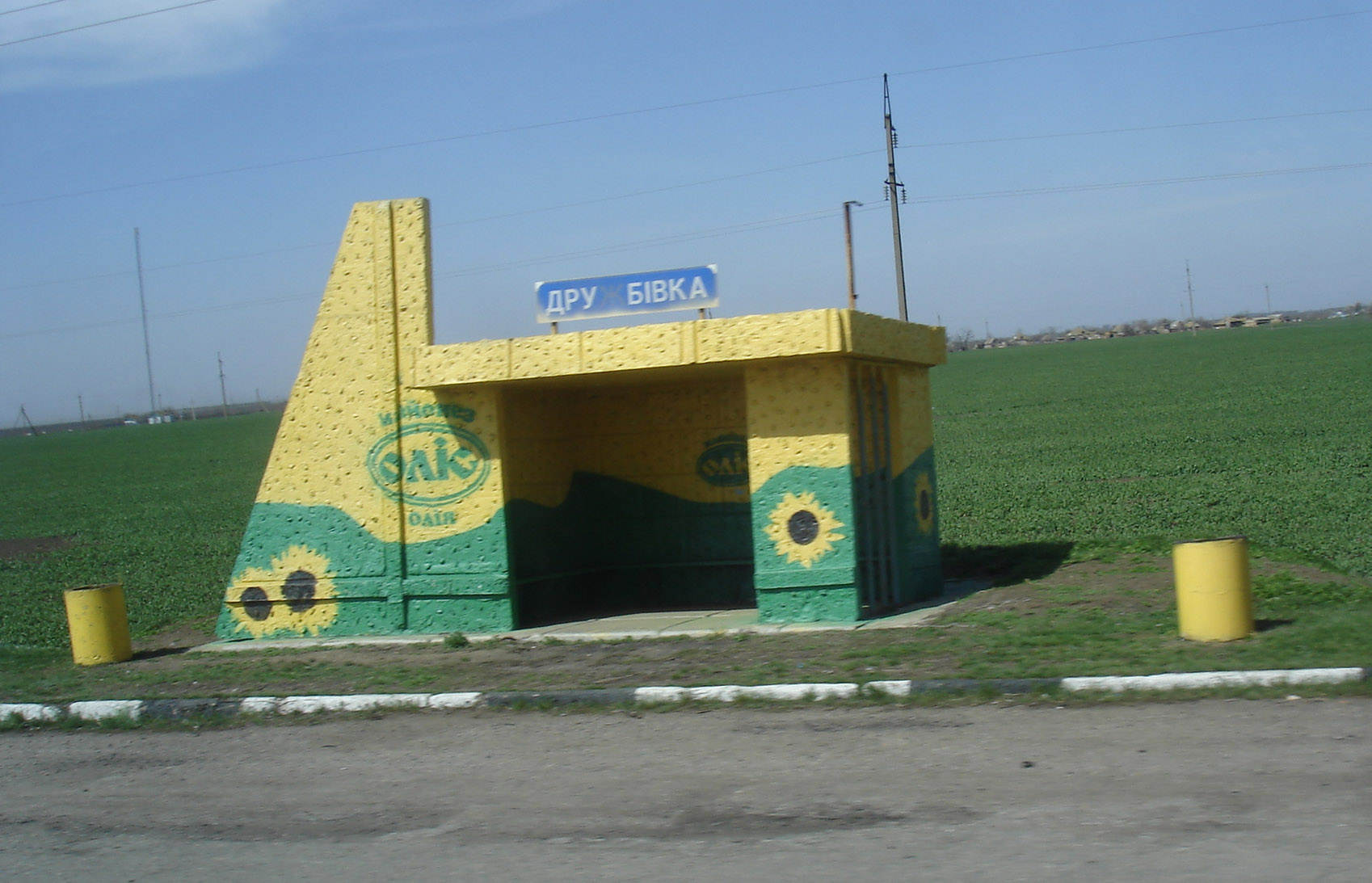

德魯日比夫卡（烏克蘭語：Дружбівка）是位於烏克蘭南部的村莊，由赫爾松州海尼切斯克區的伊萬尼夫卡市鎮負責管轄。該村始建於1830年，面積45.4平方公里，海拔高度46米，2001年人口653，人口密度每平方公里14.4人。